# Komplexe Wechselstromrechnung
Die komplexe Wechselstromrechnung ist eine Methode der Elektrotechnik zur Beschreibung und Berechnung des Verhaltens von linearen zeitinvarianten Systemen bei sinusförmiger Wechselspannung und sinusförmigem Wechselstrom. Diese werden i. A. durch Differentialgleichungen beschrieben, deren klassische Lösungsverfahren relativ schwierig und für die „ingenieurtechnische Praxis“ ungünstig sind. Die komplexe Wechselstromrechnung gestattet unter gewissen Einschränkungen als symbolische Methode die Transformation der Differentialgleichungen in algebraische Gleichungen, deren Lösung sich wesentlich einfacher gestaltet und gleichzeitig besser interpretierbar ist. Damit wird die Berechnung von Wechselstromnetzwerken auf die Berechnungsmethoden der Gleichstromnetzwerke reduziert.
Die komplexe Wechselstromrechnung entstand am Ende des 19. Jahrhunderts, um die damals anstehenden Probleme der Wechselstromtechnik zu lösen. Sie geht auf Arbeiten von Charles P. Steinmetz, der im Jahre 1889 in seiner Dissertation die symbolische Methode der Wechselstromtechnik begründete, und auf die Verbreitung dieser Theorie nach 1893 durch viele Arbeiten von Arthur Edwin Kennelly zurück. Eine mathematisch exakte Darstellung der dabei angewandten Lösungsmethoden mit komplexen Spannungen und Strömen wurde 1937 von Wilhelm Quade gegeben. In ihrer historischen Einordnung ist die komplexe Wechselstromrechnung selbst eine erste Operatorenrechnung der Systemtheorie und hat andererseits durch ihren Erfolg den Anstoß zur Entwicklung weiterer Operatorenrechnungen (z. B. Operatorenrechnung nach Heaviside, Laplace-Transformation) gegeben. Bei Einhaltung der Voraussetzungen ist diese symbolische Methode auch für andere (nicht elektrische) Systeme anwendbar.

## Schreibweisen, Bedingungen und Einschränkungen
Zum Verständnis der komplexen Wechselstromrechnung sind Kenntnisse über komplexe Zahlen und die Berechnung elektrischer Netzwerke notwendig. Es werden zeitlich veränderliche Spannungen und Ströme behandelt, die einem sinusförmigen Verlauf folgen. Um diese Veränderlichkeit gegenüber den zeitlich fixen Größen auszudrücken, werden Augenblickswerte, die sich zeitlich ändern, mit Kleinbuchstaben bezeichnet, Spannungen als kleines {\displaystyle u} und Stromstärken als kleines {\displaystyle i}. Zur ausdrücklichen Kennzeichnung der Zeitabhängigkeit kann dem Formelzeichen der Buchstabe {\displaystyle t} in runden Klammern beigefügt werden, z. B. {\displaystyle u(t)}. Formelzeichen komplexer Größen werden durch einen Unterstrich gekennzeichnet. Für die imaginäre Einheit wird in der Elektrotechnik der Buchstabe {\displaystyle \mathrm {j} } verwendet (mit {\displaystyle \mathrm {j} ^{2}=-1}), um Verwechslungen mit dem Buchstaben {\displaystyle i}, der für den (zeitabhängigen) Strom verwendet wird, zu vermeiden.
Die komplexe Wechselstromrechnung ist nur für lineare zeitinvariante Systeme anwendbar, denn sie setzt die Gültigkeit des Überlagerungssatzes voraus. Deshalb müssen alle Bauelemente, wie Widerstände, Kondensatoren und Spulen, lineare Eigenschaften im betrachteten Frequenzbereich zeigen. Dies trifft beispielsweise bei Spulen mit magnetischer Sättigung oder Kondensatoren, deren Dielektrizitätszahl von der elektrischen Feldstärke abhängt, nicht zu. Ebenfalls für Baugruppen, deren Hauptfunktion auf starken Nichtlinearitäten beruht (z. B. Modulatoren und Gleichrichter), ist die komplexe Wechselstromrechnung ausdrücklich nicht anwendbar, denn durch die Nichtlinearitäten entstehen nichtsinusförmige Signale und damit „neue“ Frequenzen. In der Regel sind auch die Kennlinien von Halbleiterbauelementen nichtlinear. Sofern diese allerdings mit kleinen sinusförmigen Signalen im stetigen Kennlinienbereich betrieben werden, kann diese Kennlinie linearisiert und damit die komplexe Wechselstromrechnung benutzt werden. Auf diese Weise wird beispielsweise die Zweitortheorie für Transistorschaltungen erst nutzbar.
Die komplexe Wechselstromrechnung geht von sinusförmigen elektrischen bzw. physikalischen Größen aus, bei denen der beim Einschalten auftretende Einschwingvorgang so lange zurückliegt, dass er keinen Einfluss mehr auf das Verhalten des Systems hat. In diesem eingeschwungenen Zustand treten innerhalb des Systems nur sinusförmigen Größen mit der gleichen Kreisfrequenz {\displaystyle \omega =2\pi f} auf. Deshalb kann mit der komplexen Wechselstromrechnung nur dieser stationäre Zustand, nicht aber der flüchtige Einschaltvorgang berechnet werden. Das ist auch der Grund, warum Schaltvorgänge, wie das An- und Ausschalten von Gleich- und Wechselspannungen, sowie das Systemverhalten bei Einzelimpulsen oder Impulsfolgen allein mit der komplexen Wechselstromrechnung nicht analysiert werden können. Allerdings gibt es, basierend auf der komplexen Wechselstromrechnung, verallgemeinerte Methoden, z. B. Fourierreihen und die Laplace-Transformation, welche diese Berechnungen ermöglichen.
Im Folgenden werden beispielhaft meist nur Spannung und Stromstärke betrachtet, obwohl alle Aussagen auch für andere physikalische Größen gelten.

## Allgemeine Einführung
Die Bestimmung des Verhältnisses von Stromstärke zu Spannung in einem elektrischen Stromkreis ist eine der Grundaufgaben der Elektrotechnik.
Wird eine zeitlich konstante Spannung {\displaystyle U} vorgegeben und die Stromstärke {\displaystyle I} bestimmt, oder wird die Stromstärke {\displaystyle I} vorgegeben und die Spannung {\displaystyle U} bestimmt, so wird das Verhältnis {\displaystyle {\tfrac {U}{I}}} als elektrischer Widerstand {\displaystyle R} oder das Verhältnis {\displaystyle {\tfrac {I}{U}}} als elektrischer Leitwert {\displaystyle G} bezeichnet.
Als passive lineare Elemente des Wechselstromkreises treten ohmsche Widerstände, Induktivitäten oder Kapazitäten auf. Für diese Elemente gilt:
- Ohmscher Widerstand {\displaystyle R}: die Stromstärke ist der Spannung proportional:
{\displaystyle i={\frac {u}{R}}}

- Induktivität {\displaystyle L}: die Stromstärkeänderung ist der Spannung proportional:
{\displaystyle {\frac {\mathrm {d} i}{\mathrm {d} t}}={\frac {u}{L}}}   oder gleichwertig   {\displaystyle i\cdot L=\int u\cdot \mathrm {d} t}

- Kapazität {\displaystyle C}: die Spannungsänderung ist der Stromstärke proportional:
{\displaystyle {\frac {\mathrm {d} u}{\mathrm {d} t}}={\frac {i}{C}}}   oder gleichwertig   {\displaystyle u\cdot C=\int i\cdot \mathrm {d} t}

Ist eine der vorgegebenen Größen – Spannung oder Stromstärke (umgangssprachlich einfach Strom) – konstant, so ist die resultierende Größe nur bei rein ohmschen Stromkreisen ebenfalls konstant. Die angewendeten Verfahren der Berechnung sind dann, und nur dann, die der Gleichstromrechnung. Eine ideale Induktivität würde hier einen Kurzschluss, eine ideale Kapazität eine Unterbrechung des Stromzweiges darstellen. Beim Ein- oder Ausschalten liegt zeitweise kein periodischer Vorgang vor, denn der Übergang unterliegt einem Einschwingvorgang.
Ist die vorgegebene Größe nicht konstant, oder ist der Stromkreis nicht rein ohmsch, so ist die Strom/Spannungs-Beziehung komplizierter. Kapazitäten und Induktivitäten müssen dann über Differentialgleichungen in die Berechnung einfließen. Jedoch kann die Berechnung in Sonderfällen einfacher werden.
So ein Sonderfall liegt vor, wenn die vorgegebene Größe einen sinusförmigen periodischen Verlauf hat, z. B. ein sinusförmiger Strom (siehe Wechselstrom)
{\displaystyle i={\hat {\imath }}\cdot \sin(\omega t+\varphi _{i})}
oder eine sinusförmige Spannung
{\displaystyle u={\hat {u}}\cdot \sin(\omega t+\varphi _{u})}
Dabei ist {\displaystyle {\hat {u}}} und auch {\displaystyle {\hat {\imath }}} der Maximalwert, auch Amplitude genannt, {\displaystyle \omega =2\pi f} ist die Kreisfrequenz, {\displaystyle \varphi _{u}} und auch {\displaystyle \varphi _{i}} ist der Nullphasenwinkel der Wechselgröße. Die Differenz {\displaystyle \varphi _{u}-\varphi _{i}} wird Phasenverschiebungswinkel genannt.
Dann hat die sich einstellende Größe einen ebenfalls sinusförmigen periodischen Verlauf gleicher Frequenz, der sich allerdings in der Phasenverschiebung und dem Amplitudenverhältnis mit der Frequenz (alternativ Periodendauer) verändern kann.
Die mathematische Behandlung diesbezüglicher Rechnungen erfolgt vorteilhaft unter Verwendung komplexer Größen, da diese die Lösung trigonometrischer Aufgaben wesentlich erleichtern.

## Komplexe Spannung und komplexer Strom

Zeigerdiagramm einer Spannung in der komplexen Ebene

In einem Zeigerdiagramm kann eine harmonische Schwingung (Sinusschwingung) durch einen mit der Kreisfrequenz {\displaystyle \omega } um den Nullpunkt rotierenden Zeiger in der komplexen Ebene dargestellt werden, dessen Länge die Amplitude repräsentiert. Damit wird ein Übergang vollzogen von einer Funktion der Zeit auf eine Funktion des Winkels, der in diesem Zusammenhang Phasenwinkel {\displaystyle \varphi } genannt wird. Dieser steigt gemäß {\displaystyle \varphi =\omega t+\varphi _{0}} an. Passend zur Zählrichtung des Winkels dreht der Zeiger entgegen dem Uhrzeiger. Er wird auch Drehzeiger genannt. Der zeitliche Verlauf der Schwingung kann durch Projektion der rotierenden Zeigerspitze auf die imaginäre Achse (Sinusfunktion) oder reelle Achse (Kosinusfunktion) gewonnen werden.
Ein rotierender Zeiger für die Spannung {\displaystyle u={\hat {u}}\cdot \cos(\omega t+\varphi _{u})} oder {\displaystyle u={\hat {u}}\cdot \sin(\omega t+\varphi _{u})} lässt sich durch eine komplexe Spannung darstellen, die wie folgt definiert wird:
{\displaystyle {\underline {u}}={\hat {u}}\cdot (\cos(\omega t+\varphi _{u})+\mathrm {j} \cdot \sin(\omega t+\varphi _{u}))={\hat {u}}\cdot \mathrm {e} ^{\mathrm {j} (\omega t+\varphi _{u})}={\hat {u}}\,{\big /}\!\!\!{\underline {\;\,\omega t+\varphi _{u}}}}
Der letzte Ausdruck stellt die sogenannte Versorschreibweise dar. Die komplexe Größe wird dabei wie im vorletzten Ausdruck in Polarkoordinaten angegeben.
Beispiel: Die Formel {\displaystyle {\underline {c}}=a{\big /}\!\!\!{\underline {\,\,\varphi }}} spricht sich: {\displaystyle c} ist gleich {\displaystyle a} Versor {\displaystyle \varphi }, wobei {\displaystyle a} der Betrag und {\displaystyle \varphi } das Argument der komplexen Größe {\displaystyle {\underline {c}}} sind.
Analog definiert man für den Strom {\displaystyle i={\hat {i}}\cdot \cos(\omega t+\varphi _{i})} oder {\displaystyle i={\hat {i}}\cdot \sin(\omega t+\varphi _{i})} die komplexe Stromstärke:
{\displaystyle {\underline {i}}={\hat {\imath }}\cdot (\cos(\omega t+\varphi _{i})+\mathrm {j} \cdot \sin(\omega t+\varphi _{i}))={\hat {\imath }}\cdot \mathrm {e} ^{\mathrm {j} (\omega t+\varphi _{i})}={\hat {\imath }}\,{\big /}\!\!\!{\underline {\;\,\omega t+\varphi _{i}}}}
Je nachdem, ob man vorzugsweise für die Beschreibung aller Signale den Kosinus oder den Sinus verwendet, lassen sich die reellen Größen als Realteil bzw. Imaginärteil der komplexen Größen darstellen. Alternativ lassen sich die reellen Größen auch durch Addition bzw. Subtraktion der konjugiert komplexen Signale ermitteln:
{\displaystyle u=\operatorname {Re} \ {\underline {u}}={\frac {{\underline {u}}+{\underline {u}}^{*}}{2}}}
{\displaystyle i=\operatorname {Re} \ {\underline {i}}={\frac {{\underline {i}}+{\underline {i}}^{*}}{2}}}
bzw.
{\displaystyle u=\operatorname {Im} \ {\underline {u}}={\frac {{\underline {u}}-{\underline {u}}^{*}}{2\mathrm {j} }}}
{\displaystyle i=\operatorname {Im} \ {\underline {i}}={\frac {{\underline {i}}-{\underline {i}}^{*}}{2\mathrm {j} }}}
Die Darstellung auf Basis der konjugiert komplexen Signale ermöglicht die Deutung des reellen Signals als Überlagerung eines (entgegen dem Uhrzeigersinn) rotierenden Zeigers – dem komplexen Signal – und eines in entgegengesetzter Richtung (im Uhrzeigersinn) rotierenden Zeigers – dem konjugiert komplexen Signal.

## Komplexe Amplituden und komplexe Effektivwerte
Wesentlich für die komplexe Rechnung ist die Definition von (vorerst als Abkürzung dienenden) komplexen Amplituden (Phasoren)
{\displaystyle {\underline {\hat {U}}}={\hat {u}}\cdot \mathrm {e} ^{\mathrm {j} \varphi _{u}}={\hat {u}}{\big /}\!\!\!{\underline {\,\,\varphi _{u}}}}
und
{\displaystyle {\underline {\hat {I}}}={\hat {\imath }}\cdot \mathrm {e} ^{\mathrm {j} \varphi _{i}}={\hat {\imath }}{\big /}\!\!\!{\underline {\,\,\varphi _{i}}}}
oder alternativ von komplexen Effektivwerten
{\displaystyle {\underline {U}}={\frac {\hat {u}}{\sqrt {2}}}\cdot \mathrm {e} ^{\mathrm {j} \varphi _{u}}=U\cdot \mathrm {e} ^{\mathrm {j} \varphi _{u}}=U{\big /}\!\!\!{\underline {\,\,\varphi _{u}}}}
und
{\displaystyle {\underline {I}}={\frac {\hat {\imath }}{\sqrt {2}}}\cdot \mathrm {e} ^{\mathrm {j} \varphi _{i}}=I\cdot \mathrm {e} ^{\mathrm {j} \varphi _{i}}=I{\big /}\!\!\!{\underline {\,\,\varphi _{i}}}}
aus den (reellen) Amplituden bzw. Effektivwerten und den Nullphasenwinkeln.
Damit lassen sich die komplexen Momentanwerte schreiben als
{\displaystyle {\underline {u}}={\sqrt {2}}\cdot {\underline {U}}\cdot \mathrm {e} ^{\mathrm {j} \omega t}={\underline {\hat {U}}}\cdot \mathrm {e} ^{\mathrm {j} \omega t}}
und
{\displaystyle {\underline {i}}={\sqrt {2}}\cdot {\underline {I}}\cdot \mathrm {e} ^{\mathrm {j} \omega t}={\underline {\hat {I}}}\cdot \mathrm {e} ^{\mathrm {j} \omega t}}
Da die komplexen Amplituden und die komplexen Effektivwerte nicht von der Zeit abhängen, entsprechen sie ruhenden Zeigern zur Darstellung eines sinusförmigen Signals. Sie fassen die beiden reellen Konstanten, Amplitude bzw. Effektivwert und den Nullphasenwinkel, zu einer komplexen zeitunabhängigen Konstante zusammen. Durch Multiplikation mit der harmonischen Exponentiellen {\displaystyle \mathrm {e} ^{\mathrm {j} \omega t}}, die einen rotierenden Einheitszeiger repräsentiert, entsteht wieder die komplexe Spannung oder der komplexe Strom. Dieser Faktor tritt einheitlich in jedem komplexen Signal des gesamten Systems auf. Mit Hilfe der komplexen Amplituden lassen sich die reellen Signale schließlich wie folgt schreiben:
{\displaystyle u=\operatorname {Re} \left({\underline {\hat {U}}}\cdot \mathrm {e} ^{\mathrm {j} \omega t}\right)={\frac {1}{2}}\cdot \left({\underline {\hat {U}}}\cdot \mathrm {e} ^{\mathrm {j} \omega t}+{\underline {\hat {U}}}^{*}\cdot \mathrm {e} ^{-\mathrm {j} \omega t}\right)}
{\displaystyle i=\operatorname {Re} \left({\underline {\hat {I}}}\cdot \mathrm {e} ^{\mathrm {j} \omega t}\right)={\frac {1}{2}}\cdot \left({\underline {\hat {I}}}\cdot \mathrm {e} ^{\mathrm {j} \omega t}+{\underline {\hat {I}}}^{*}\cdot \mathrm {e} ^{-\mathrm {j} \omega t}\right)}
bzw.
{\displaystyle u=\operatorname {Im} \left({\underline {\hat {U}}}\cdot \mathrm {e} ^{\mathrm {j} \omega t}\right)={\frac {1}{2\mathrm {j} }}\cdot \left({\underline {\hat {U}}}\cdot \mathrm {e} ^{\mathrm {j} \omega t}-{\underline {\hat {U}}}^{*}\cdot \mathrm {e} ^{-\mathrm {j} \omega t}\right)}
{\displaystyle i=\operatorname {Im} \left({\underline {\hat {I}}}\cdot \mathrm {e} ^{\mathrm {j} \omega t}\right)={\frac {1}{2\mathrm {j} }}\cdot \left({\underline {\hat {I}}}\cdot \mathrm {e} ^{\mathrm {j} \omega t}-{\underline {\hat {I}}}^{*}\cdot \mathrm {e} ^{-\mathrm {j} \omega t}\right)}
Wegen des per Definition geltenden Überlagerungssatzes reicht es aus, alle Berechnungen nur mit den komplexen Signalen auszuführen und am Ende vom Ergebnis den Real- bzw. Imaginärteil zu verwenden. Das gilt für Addition und Subtraktion, für die Multiplikation mit reellen Konstanten sowie für die Differentiation und Integration, aber nicht für die Multiplikation oder Division von Signalen. Das Rechnen mit komplexen Signalen ist im Allgemeinen einfacher als das Rechnen mit reellen sinusförmigen Signalen.
Es stellt sich heraus, dass bei allen Berechnungen die Kreisfrequenz {\displaystyle \omega } immer mit der imaginären Einheit {\displaystyle \mathrm {j} } verbunden vorkommt. Deshalb wird in der Literatur noch (als Abgrenzung zur komplexen Frequenz) der Begriff der imaginären Frequenz {\displaystyle \mathrm {j} \omega } verwendet. Erweitert man den Wertebereich von {\displaystyle \omega } um „negative Frequenzen“ von {\displaystyle -\infty } bis {\displaystyle +\infty }, dann wird diese negative Halbachse der Frequenz vom zweiten (konjugiert komplexen) Term „abgedeckt“. Ein reales sinusförmiges Signal der Kreisfrequenz {\displaystyle \omega } besteht also immer aus einem Paar komplexer Signale mit den imaginären Frequenzen {\displaystyle \mathrm {j} \omega } und {\displaystyle -\mathrm {j} \omega }.
Der rein imaginäre Ausdruck {\displaystyle \mathrm {j} \omega } erweist sich auch als Differentialoperator, denn es gilt beispielsweise für die zeitliche Ableitung der  komplexen Spannung
{\displaystyle {\frac {d{\underline {u}}(t)}{dt}}={\frac {d}{dt}}({\underline {\hat {U}}}\cdot \mathrm {e} ^{\mathrm {j} \omega t})={\underline {\hat {U}}}\cdot {\frac {d}{dt}}(\mathrm {e} ^{\mathrm {j} \omega t})={\underline {\hat {U}}}\cdot \mathrm {j} \omega \cdot \mathrm {e} ^{\mathrm {j} \omega t}=\mathrm {j} \omega \cdot ({\underline {\hat {U}}}\cdot \mathrm {e} ^{\mathrm {j} \omega t})=\mathrm {j} \omega \cdot {\underline {u}}(t)}
Weil der „komplizierte“ Differentialoperator {\displaystyle {\frac {d}{dt}}} durch eine einfache Multiplikation mit {\displaystyle \mathrm {j} \omega } ersetzt wird, werden aus Differentialgleichungen wesentlich leichter lösbare algebraische Gleichungen.

## Ohmsches Gesetz im komplexen Bereich

### Komplexer Widerstand

Zeigerdiagramm eines Widerstands

Während das Verhältnis einer sinusförmigen Spannung zu einem sinusförmigen Strom {\displaystyle {\frac {u(t)}{i(t)}}} nur an einem ohmschen Widerstand einen zeitunabhängigen Wert ergibt, ist es im Allgemeinen zeitabhängig und stellt deshalb keine praktisch nutzbare Größe zur Beschreibung eines Zweipols dar. Dagegen ist das Verhältnis einer komplexen Spannung zu einer komplexen Stromstärke {\displaystyle {\frac {{\underline {u}}(t)}{{\underline {i}}(t)}}} an jedem linearen Zweipol eine komplexe zeitunabhängige Konstante, weil sich die harmonische Exponentielle {\displaystyle \mathrm {e} ^{\mathrm {j} \omega t}}, die in jedem komplexen Signal als Faktor enthalten ist, heraus kürzt. Diese Aussage wird manchmal das ohmsche Gesetz der Wechselstromtechnik genannt. Die Konstante wird als komplexer Widerstand, elektrische Impedanz, Wechselstromwiderstand oder Widerstandsoperator {\displaystyle {\underline {Z}}} bezeichnet:
{\displaystyle {\underline {Z}}={\frac {\underline {u}}{\underline {i}}}={\frac {{\underline {\hat {U}}}\cdot \mathrm {e} ^{\mathrm {j} \omega t}}{{\underline {\hat {I}}}\cdot \mathrm {e} ^{\mathrm {j} \omega t}}}={\frac {\underline {\hat {U}}}{\underline {\hat {I}}}}={\frac {\underline {U}}{\underline {I}}}={\frac {{\hat {u}}\cdot \mathrm {e} ^{\mathrm {j} \varphi _{u}}}{{\hat {\imath }}\cdot \mathrm {e} ^{\mathrm {j} \varphi _{i}}}}={\frac {\hat {u}}{\hat {\imath }}}\cdot \mathrm {e} ^{\mathrm {j} (\varphi _{u}-\varphi _{i})}}
Die Impedanz lässt sich auch als Verhältnis der komplexen Amplituden oder der komplexen Effektivwerte von Spannung und Strom berechnen. So wie diese, kann die Impedanz in der komplexen Ebene als Phasor (ruhender Zeiger) dargestellt werden. Sie wird im Allgemeinen von der Kreisfrequenz {\displaystyle \omega } abhängig sein. Sie ist in den Realteil {\displaystyle R}, den man Wirkwiderstand oder Resistanz nennt, und den Imaginärteil {\displaystyle X}, den man Blindwiderstand oder Reaktanz nennt, zerlegbar:
{\displaystyle {\underline {Z}}=\operatorname {Re} \left({\underline {Z}}\right)+\mathrm {j} \operatorname {Im} \left({\underline {Z}}\right)=R+\mathrm {j} X}
Der Kehrwert der Impedanz heißt komplexer Leitwert, Admittanz oder Leitwertoperator {\displaystyle {\underline {Y}}}:
{\displaystyle {\underline {Y}}={\frac {1}{\underline {Z}}}={\frac {\underline {i}}{\underline {u}}}={\frac {{\underline {\hat {I}}}\cdot \mathrm {e} ^{\mathrm {j} \omega t}}{{\underline {\hat {U}}}\cdot \mathrm {e} ^{\mathrm {j} \omega t}}}={\frac {\underline {\hat {I}}}{\underline {\hat {U}}}}={\frac {\underline {I}}{\underline {U}}}={\frac {{\hat {\imath }}\cdot \mathrm {e} ^{\mathrm {j} \varphi _{i}}}{{\hat {u}}\cdot \mathrm {e} ^{\mathrm {j} \varphi _{u}}}}={\frac {\hat {\imath }}{\hat {u}}}\cdot \mathrm {e} ^{\mathrm {j} (\varphi _{i}-\varphi _{u})}}
Die Admittanz kann in den Realteil {\displaystyle G}, den man Wirkleitwert oder Konduktanz nennt, und den Imaginärteil {\displaystyle B}, den man Blindleitwert oder Suszeptanz nennt, zerlegt werden:
{\displaystyle {\underline {Y}}=G+\mathrm {j} B}

### Ohmscher Widerstand
Werden in die oben in der Einführung für den ohmschen Widerstand {\displaystyle R} stehende Gleichung anstelle von {\displaystyle u} und {\displaystyle i} Zeiger eingesetzt, so entsteht
{\displaystyle {\frac {\underline {u}}{\underline {i}}}=R}
Da {\displaystyle R} eine reelle Größe ist, muss im allgemeinen Ansatz im Blick auf die Winkel
{\displaystyle \varphi _{u}-\varphi _{i}\,=0}
sein. Die Zeiger {\displaystyle {\underline {u}}} und {\displaystyle {\underline {i}}} haben am ohmschen Widerstand stets gleiche Nullphasenwinkel. Das entspricht der Beobachtung, dass {\displaystyle {\underline {u}}} und {\displaystyle {\underline {i}}} gleichphasig sind. Der komplexe Widerstand ist dann:
{\displaystyle {\underline {Z}}_{R}=R={\frac {\underline {u}}{\underline {i}}}={\frac {\underline {\hat {U}}}{\underline {\hat {I}}}}={\frac {\hat {u}}{\hat {\imath }}}{\big /}\!\!\!{\underline {\;\;0_{\,}}}={\frac {\hat {u}}{\hat {\imath }}}}

### Kondensator
Werden in die oben für die Kapazität {\displaystyle C} stehende Gleichung anstelle von {\displaystyle u} und {\displaystyle i} Zeiger eingesetzt, so entsteht nach Ausführung der Differenziation
{\displaystyle {\frac {\underline {i}}{C}}={\frac {\mathrm {d} {\underline {u}}}{\mathrm {d} t}}={\hat {u}}\cdot \mathrm {e} ^{\mathrm {j} (\omega t+\varphi _{u})}\cdot \mathrm {j} \omega ={\underline {u}}\ \mathrm {j} \omega }
Nach Umstellung und mit
{\displaystyle \mathrm {e} ^{-\mathrm {j} {\frac {\mathrm {\pi } }{2}}}=\cos \left(-{\frac {\mathrm {\pi } }{2}}\right)+\mathrm {j} \sin \left(-{\frac {\mathrm {\pi } }{2}}\right)=0+\mathrm {j} \cdot (-1)=-\mathrm {j} }
ergibt sich
{\displaystyle {\frac {\underline {u}}{\underline {i}}}={\frac {1}{\mathrm {j} \omega C}}=-\mathrm {j} \cdot {\frac {1}{\omega C}}={\frac {1}{\omega C}}\cdot \mathrm {e} ^{-\mathrm {j} {\frac {\mathrm {\pi } }{2}}}}
Dann muss im allgemeinen Ansatz im Blick auf die Winkel
{\displaystyle \varphi _{u}-\varphi _{i}=-{\frac {\mathrm {\pi } }{2}}}
sein. Das entspricht der Beobachtung, dass im Falle eines idealen Kondensators {\displaystyle {\underline {u}}} gegenüber {\displaystyle {\underline {i}}} um −π/2 oder −90° in der Phase verschoben ist. Die Impedanz ist dann
{\displaystyle {\underline {Z}}_{C}={\frac {1}{\mathrm {j} \omega C}}=\mathrm {j} \cdot X_{C}={\frac {\underline {u}}{\underline {i}}}={\frac {\underline {\hat {U}}}{\underline {\hat {I}}}}={\frac {\hat {u}}{\hat {\imath }}}{\big /}\!\!\!{\underline {\;\;-90_{\,}^{\circ }}}}

Scheinwiderstand eines Kondensators bei

In Blick auf Real- und Imaginärteil besteht der komplexe Widerstand {\displaystyle {\underline {Z}}_{C}} hier nur aus einem negativen Imaginärteil. Dieser liefert einen negativen Blindwiderstand für den Kondensator
{\displaystyle X_{C}=-{\frac {1}{\omega \cdot C}}=-{\frac {1}{2\mathrm {\pi } f\cdot C}}}
Der komplexe Widerstand eines Kondensators wird also auf der imaginären Achse in negative Richtung aufgetragen. Der Formel ist zu entnehmen, dass der Blindwiderstand des Kondensators umso kleiner wird, je höher die Frequenz gewählt wird.

### Spule
Werden in die oben für die Induktivität {\displaystyle L} stehende Gleichung anstelle von {\displaystyle u} und {\displaystyle i} Zeiger eingesetzt, so entsteht nach Ausführung der Differenziation
{\displaystyle {\frac {\underline {u}}{L}}={\frac {\mathrm {d} {\underline {i}}}{\mathrm {d} t}}={\hat {\imath }}\cdot \mathrm {e} ^{\mathrm {j} (\omega t+\varphi _{i})}\cdot \mathrm {j} \omega ={\underline {i}}\ \mathrm {j} \omega }
Nach Umstellung und mit
{\displaystyle \mathrm {e} ^{\mathrm {j} {\frac {\mathrm {\pi } }{2}}}=\cos \left({\frac {\mathrm {\pi } }{2}}\right)+\mathrm {j} \sin \left({\frac {\mathrm {\pi } }{2}}\right)=\mathrm {j} }
ergibt sich
{\displaystyle {\frac {\underline {u}}{\underline {i}}}=\mathrm {j} \cdot \omega L=\omega L\cdot \mathrm {e} ^{\mathrm {j} {\frac {\mathrm {\pi } }{2}}}}
Dann muss im allgemeinen Ansatz im Blick auf die Winkel
{\displaystyle \varphi _{u}-\varphi _{i}={\frac {\mathrm {\pi } }{2}}}
sein. Das entspricht der Beobachtung, dass im Falle einer idealen Spule {\displaystyle {\underline {u}}} gegenüber {\displaystyle {\underline {i}}} um π/2 oder 90° voreilt. Die Impedanz ist dann
{\displaystyle {\underline {Z}}_{L}=\mathrm {j} \omega L=\mathrm {j} \cdot X_{L}={\frac {\underline {u}}{\underline {i}}}={\frac {\underline {\hat {U}}}{\underline {\hat {I}}}}={\frac {\hat {u}}{\hat {\imath }}}{\big /}\!\!\!{\underline {\;\;90_{\,}^{\circ }}}}

Scheinwiderstand einer Spule bei

In Blick auf Real- und Imaginärteil besteht der komplexe Widerstand {\displaystyle {\underline {Z}}_{L}} hier nur aus einem positiven Imaginärteil. Dieser liefert einen positiven Blindwiderstand für die Spule
{\displaystyle X_{L}=\omega \cdot L=2\pi f\cdot L}
Der komplexe Widerstand {\displaystyle {\underline {Z}}_{L}} der Spule liegt nun, wie beim Kondensator, auf der imaginären Achse. Allerdings wird er, anders als beim Kondensator, in positiver Richtung aufgetragen. Auch wird der Blindwiderstand der Induktivität mit steigender Frequenz größer, im Gegensatz zum Kondensator. Diese gegensätzlichen Eigenschaften führen in einer Reihenschaltung aus Spule und Kondensator bei einem bestimmten {\displaystyle \omega >0} dazu, dass sich die Blindwiderstände zu null addieren, was als Reihenresonanz im Schwingkreis bezeichnet wird.

## Die symbolische Methode

### Lösungsprogramm
Wie oben gezeigt wurde, können mit Hilfe der komplexen Spannungen und Ströme, der Eigenschaft von {\displaystyle \mathrm {j} \omega } als Differentialoperator sowie der definierten Impedanzen und Admittanzen  die Netzwerk-Differentialgleichungen in algebraische Gleichungen transformiert und dadurch einfacher gelöst werden.
Die „eigentliche“ symbolische Methode der komplexen Wechselstromrechnung geht aber noch einen Schritt weiter. Ohne erst die Netzwerk-Differentialgleichung aufzustellen, wird schon das Schaltbild „ins Komplexe transformiert“. Das wird im Folgenden Lösungsprogramm deutlich:
1. Im Schaltbild werden alle (stationären sinusförmigen) Spannungen und Ströme durch ihre (zeitunabhängigen) komplexen Amplituden oder Effektivwerte ersetzt.
2. Im Schaltbild werden alle (linearen) Zweipolgleichungen der Bauelemente durch ihre Impedanzen oder Admittanzen ersetzt. Diese erhält man, indem man den (evtl. vorhandenen) Differentialoperator durch {\displaystyle \mathrm {j} \omega } ersetzt.
3. Das (algebraische) Gleichungssystem des Netzwerkes wird aufgestellt. Dazu werden neben den Grundregeln der Gleichstromtechnik (kirchhoffsche Regeln, ohmsches Gesetz, Reihenschaltung, Parallelschaltung, Spannungsteilerregel, Stromteilerregel) die vereinfachten Analyseverfahren für lineare Netzwerke benutzt.
4. Die Berechnung der komplexen Amplituden bzw. Effektivwerte der gesuchten Größen durch Auflösen des algebraischen Gleichungssystems erfolgt mit den bekannten mathematischen Methoden für lineare Gleichungssysteme. In der Praxis sind die ermittelten komplexen Amplituden bzw. Effektivwerte genügend aussagekräftig (z. B. als Zeigerdiagramm oder in Ortskurven). Die Darstellung in Exponentialschreibweise gestattet das direkte Ablesen von reellen Amplituden und Nullphasen, so dass hier die Berechnung enden kann.
5. Bei Bedarf kann eine „Rücktransformation“ der ermittelten komplexen Amplituden oder Effektivwerte in die reellen Signale durch Multiplikation mit {\displaystyle \mathrm {e} ^{\mathrm {j} \omega t}} bzw. {\displaystyle {\sqrt {2}}\cdot \mathrm {e} ^{\mathrm {j} \omega t}} und anschließender Real- bzw. Imaginärteilbildung erfolgen.

Mit Hilfe dieser symbolischen Methode der komplexen Wechselstromrechnung wird die Berechnung von Wechselstromnetzwerken auf die Methoden der Gleichstromnetzwerke, aber nicht unbedingt auf deren Einfachheit reduziert.
Manche Autoren sprechen bei der symbolischen Methode der komplexen Wechselstromrechnung, angelehnt an andere Operatorenrechnungen, von einer Transformation der sinusförmigen Signale des Zeitbereichs in die komplexen Amplituden des Frequenzbereichs. 
Anschaulich ist dies mittels der Fouriertransformation darstellbar. Die Fouriertransformation einer Spannung {\displaystyle u} im Originalbereich (Zeitbereich) ergibt, bei entsprechender Normierung,
{\displaystyle {\begin{aligned}&{{\underline {c}}_{n}}={\frac {2}{T}}\int \limits _{T}{{\hat {u}}\cos(\omega t+{{\varphi }_{u}})\,{{\text{e}}^{-{\text{j}}n\omega t}}{\text{d}}t}\\&={\frac {\hat {u}}{T}}\int \limits _{T}{({{e}^{{\text{j}}(\omega t+{{\varphi }_{u}})}}+{{e}^{-{\text{j}}(\omega t+{{\varphi }_{u}})}})\,{{\text{e}}^{-{\text{j}}n\omega t}}{\text{d}}t}\\&{{\underline {c}}_{n=1}}={\underline {\hat {U}}}={\underline {U}}{\sqrt {2}}\end{aligned}}}

gerade die komplexe Amplitude bzw. den komplexen Effektivwert im Bildbereich (Frequenzbereich). Die Fourierkoeffizienten {\displaystyle {{\underline {c}}_{n}}} entsprechen somit gerade den ruhenden komplexen Zeigern  {\displaystyle {\underline {U}}}  bzw.  {\displaystyle {\underline {\hat {U}}}} . 
Die Fouriertransformation kann demnach als formale Vorschrift aufgefasst werden, wie die zeitabhängigen reellen Strömen und Spannungen in die komplexe Beschreibung transformiert werden und wieder zurück.
Der Vorteil dieser gegenseitigen Zuordnung und der Nutzung der symbolischen Methode der komplexen Wechselstromrechnung wurde durch „langjährige Anwendung“ in der Praxis der Wechselstrom- und Hochfrequenzschaltungen gezeigt.

### Beispiel zum Lösungsprogramm
Am Beispiel eines Tiefpasses soll die Vorgehensweise demonstriert werden:

Schaltbild eines Tiefpasses im Bildbereich der komplexen Wechselstromrechnung

Gegeben sei die Generatorspannung {\displaystyle {\underline {U}}_{G}} und alle Werte der Bauelemente, gesucht ist die Spannung {\displaystyle {\underline {U}}_{R_{L}}} am Lastwiderstand {\displaystyle R_{L}}. Beide sind von Anfang an als komplexe Effektivwerte beschriftet. Auch die Bauelemente sind durch ihre (komplexen) Impedanzen gekennzeichnet. Die Lösung lässt sich sofort aufgrund der Regeln für Reihen- und Parallelschaltung sowie der Spannungsteilerregel niederschreiben:
{\displaystyle {\underline {U}}_{R_{L}}={\underline {U}}_{G}\cdot {\frac {R_{L}\parallel {\frac {1}{\mathrm {j} \omega C}}}{R_{G}+\mathrm {j} \omega L+R_{L}\parallel {\frac {1}{\mathrm {j} \omega C}}}}}
Wir teilen Zähler und Nenner durch {\displaystyle R_{L}\parallel {\frac {1}{\mathrm {j} \omega C}}}
{\displaystyle {\underline {U}}_{R_{L}}={\underline {U}}_{G}\cdot {\frac {1}{{\frac {R_{G}+\mathrm {j} \omega L}{R_{L}\parallel {\frac {1}{\mathrm {j} \omega C}}}}+1}}}
und reduzieren den Doppelbruch mit {\displaystyle {\frac {1}{R_{L}\parallel {\frac {1}{\mathrm {j} \omega C}}}}={\frac {1}{R_{L}}}+\mathrm {j} \omega C}
{\displaystyle {\underline {U}}_{R_{L}}={\underline {U}}_{G}\cdot {\frac {1}{\left(R_{G}+\mathrm {j} \omega L\right)\cdot \left({\frac {1}{R_{L}}}+\mathrm {j} \omega C\right)+1}}}
und erhalten schließlich das gesuchte Übertragungsverhalten im Frequenzbereich mit einem nach Real- und Imaginärteil geordneten Nenner:
{\displaystyle {\underline {U}}_{R_{L}}={\frac {{\underline {U}}_{G}}{1+{\frac {R_{G}}{R_{L}}}-\omega ^{2}\cdot L\cdot C+\mathrm {j} \omega \cdot \left({\frac {L}{R_{L}}}+R_{G}\cdot C\right)}}}
Das Ergebnis kann zur weiteren Auswertung normiert und als Ortskurve grafisch dargestellt werden. Alternativ wandelt man es in Exponentialschreibweise um und kann den Frequenzgang von Amplitude und Phase getrennt ablesen sowie bei Bedarf grafisch darstellen:
{\displaystyle {\frac {{\underline {U}}_{R_{L}}}{{\underline {U}}_{G}}}={\frac {1}{\sqrt {\left(1+{\frac {R_{G}}{R_{L}}}-\omega ^{2}\cdot L\cdot C\right)^{2}+\omega ^{2}\cdot \left({\frac {L}{R_{L}}}+R_{G}\cdot C\right)^{2}}}}\cdot \exp \left(-\mathrm {j} \arctan {\frac {\omega \cdot \left({\frac {L}{R_{L}}}+R_{G}\cdot C\right)}{1+{\frac {R_{G}}{R_{L}}}-\omega ^{2}\cdot L\cdot C}}\right)}
Die klassische Lösung dieses Beispiels mit Hilfe von Differentialgleichungen wäre zum gleichen Ergebnis gekommen, hätte jedoch ein Mehrfaches an komplizierteren Rechenaufwand benötigt.

### Regeln für die Zeigerdarstellung
Die Regeln über Parallelschaltung und Reihenschaltung sowie die kirchhoffschen Regeln gelten in der Wechselstromtechnik unverändert weiter, wenn sie auf komplexe Größen angewendet werden. Zuerst wird festgelegt, von welcher Größe zweckmäßigerweise auszugehen ist. Häufig erweist es sich als zweckmäßig, diese Größe in die reelle Achse zu legen.
Sind alle Bauelemente in Reihe geschaltet, so ist es zweckmäßig, den Strom vorzugeben. Für jedes Element, durch das derselbe Strom fließt, können die angelegte Spannung bestimmt und dann alle Spannungen durch Addition der Zeiger zusammengefasst werden. Gleichwertig können erst alle Widerstände komplex addiert und dann mit dem Strom multipliziert werden.
Sind jedoch alle Bauelemente parallel geschaltet, so wird eine Spannung vorgegeben. Für jedes Element können der Strom getrennt berechnet und dann alle komplexen Ströme durch Aneinanderreihung der Zeiger addiert werden. Gleichwertig können erst alle komplexen Leitwerte addiert und dann mit der Spannung multipliziert werden.
Ist die Schaltung eine Mischform, so sollte sie elementar zerlegt und jede Teilschaltung getrennt berechnet werden, bevor alles wieder zusammengesetzt wird. Ein Beispiel wird in Resonanztransformator beschrieben.

Zeiger in der komplexen Ebene für eine RC-Reihenschaltung:
oben: Wechselstrom und Spannung,
unten: Wechselstromwiderstände

### Beispiel für die Zeigerdarstellung
An einer Reihenschaltung eines Widerstands {\displaystyle R=150\,\Omega } und eines Kondensators {\displaystyle C=10\,\mu \mathrm {F} } liegt eine Wechselspannung mit {\displaystyle \omega =500\,\mathrm {s} ^{-1}} an.
Sie hat einen Wirkwiderstand
{\displaystyle R=150\,\Omega }
und einen Blindwiderstand
{\displaystyle X_{C}=-\,{\frac {1}{\omega C}}=-\,{\frac {1}{500\ \mathrm {s} ^{-1}\cdot 10^{-5}\ \mathrm {F} }}=-\,200\,\Omega }
mit der Umrechnung der Maßeinheiten {\displaystyle \mathrm {F} =\mathrm {A} \cdot \mathrm {s} \,/\,\mathrm {V} =\mathrm {s} \,/\,\Omega \,,}
die sich bei einer Reihenschaltung als komplexe Größen zur Gesamtimpedanz addieren
{\displaystyle {\underline {Z}}={\underline {Z}}_{R}+{\underline {Z}}_{C}=R+\mathrm {j} X_{C}=150\,\Omega -\mathrm {j} \,200\,\Omega \,.}
Der Scheinwiderstand (Betrag der Impedanz) ergibt sich nach dem Satz des Pythagoras zu
{\displaystyle {\begin{aligned}Z&=|{\underline {Z}}|={\sqrt {(\operatorname {Re} \{{\underline {Z}}\})^{2}+(\operatorname {Im} \{{\underline {Z}}\})^{2}}}\\&={\sqrt {(150\,\Omega )^{2}+(200\,\Omega )^{2}}}=250\,\Omega \,.\end{aligned}}}
Er ist also das Verhältnis der Beträge von Spannung und Stromstärke.
Für den Phasenverschiebungswinkel φ zwischen Spannung und Strom in dieser Schaltung folgt:
{\displaystyle \varphi =\arctan {\frac {\operatorname {Im} \{{\underline {Z}}\}}{\operatorname {Re} \{{\underline {Z}}\}}}=\arctan {\frac {-200\,\Omega }{150\,\Omega }}=-53{,}13^{\circ }\,.}
Das ermöglicht die Schreibweise in Polarkoordinaten:
{\displaystyle {\underline {Z}}=250\,\Omega \cdot \mathrm {e} ^{-\mathrm {j} \,53{,}13^{\circ }}=250\,\Omega \,{\big /}\!\!\!{\underline {\;-53{,}13^{\circ }}}\,.}

## Leistung bei komplexer Rechnung
Im Produkt aus einer komplexen Spannung und einem konjugiert komplexen Strom heben sich die zeitabhängigen Teile {\displaystyle \mathrm {e} ^{\mathrm {j} \omega t}} und {\displaystyle \mathrm {e} ^{-\mathrm {j} \omega t}} gegenseitig auf und es geht nur die gegenseitige Phasenverschiebung ein. Der dabei entstehende zeitunabhängige Zeiger, welcher mit der komplexen Wechselstromrechnung vereinbar ist, wird als komplexe Leistung oder komplexe Scheinleistung bezeichnet.
{\displaystyle {\underline {S}}={\underline {U}}\ {\underline {I}}^{\star }=S\;\mathrm {e} ^{\mathrm {j} (\varphi _{u}-\varphi _{i})}=P+\mathrm {j} Q}
Darin sind die in der Wechselstromtechnik üblichen drei Kenngrößen zur Leistung enthalten:
- die Scheinleistung {\displaystyle S}

{\displaystyle S=\left|{\underline {S}}\right|=U\;I}
- die Wirkleistung {\displaystyle P}, die als Gleichwert über {\displaystyle p} definiert wird; der Schwingungsanteil fällt durch die Mittelwertbildung heraus. Es ergibt sich

{\displaystyle P=\mathrm {Re} \ {\underline {S}}=U\;I\;\cos(\varphi _{u}-\varphi _{i})}
- die ebenfalls frei von Schwingungsanteilen (Augenblickswerten) definierte (Verschiebungs-)Blindleistung {\displaystyle Q}

{\displaystyle Q=\mathrm {Im} \ {\underline {S}}=U\;I\;\sin(\varphi _{u}-\varphi _{i})}

## Anwendung und Verallgemeinerung
Neben der Analyse klassischer Wechselstromnetzwerke der Stark- und Schwachstromtechnik ist die komplexe Wechselstromrechnung unabdingbare Voraussetzung für folgende Bereiche der linearen Elektrotechnik und der linearen Analogelektronik:
- Darstellung des Netzwerkverhaltens in Ortskurven
- Berechnungen von Resonanzkreisen
- Berechnungen am Transformator
- Theorie der Zweitore
- Berechnungen von Filtern (beispielsweise von zweikreisigen Bandfiltern)
- Berechnung der Strom- und Flussverdrängung
- Theorie der Übertragungsleitungen (Leitungstheorie)
- Berechnung der Ausbreitung von elektromagnetischen Wellen im Raum

Schon kurz nach ihrer Publizierung wurde versucht, die komplexe Wechselstromrechnung zu verallgemeinern. Das erfolgte im Laufe der Zeit in mehreren Richtungen:
- Die Anwendung der komplexen Fourierreihen in der Elektrotechnik ermöglichte die Nutzung der Impedanzfunktionen auch für nichtsinusförmige periodische Signale.
- Die erweiterte symbolische Methode ermöglichte durch Einführung der komplexen Frequenz aufgrund der Verallgemeinerung der komplexen Wechselstromrechnung auf exponentiell anschwellende und abklingende sinusförmige Signale die bessere Untersuchung von Impedanzfunktionen im Pol-Nullstellen-Diagramm und legte die Grundlagen für die Theorie der Netzwerk- und Filtersynthese.
- Bald wurde versucht, eine symbolische Methode auch für nichtperiodische Signale zu nutzen. Es entstand die Operatorenrechnung nach Heaviside, aber erst die Fourier- und Laplace-Transformation (in ihren verschiedenen Ausprägungen) brachten hier den Durchbruch. Die Operatorenrechnung nach Mikusiński ermöglichte eine rein algebraische Begründung dieser Methoden.
- Eine solche Begründung wurde auch als AC-Kalkül[10], welches auf die Einführung komplexwertiger Zeitfunktionen verzichtet, als Alternative für die komplexe Wechselstromrechnung ausgearbeitet.

In Bezug auf diese Aufzählung ist ergänzend anzumerken, dass die Impedanz- und Admittanzfunktionen der komplexen Wechselstromrechnung in allen genannten Verallgemeinerungen fast unverändert weiter genutzt werden können.